# Kengatti, Shikarpur
Kengatti là một làng thuộc tehsil Shikarpur, huyện Shimoga, bang Karnataka, Ấn Độ.